# Adromischus montium-klinghardtii
Adromischus montium-klinghardtii är en fetbladsväxtart som först beskrevs av Moritz Kurt Dinter, och fick sitt nu gällande namn av Alwin Berger. Adromischus montium-klinghardtii ingår i släktet Adromischus och familjen fetbladsväxter. Inga underarter finns listade i Catalogue of Life.